# Gilbert Guerra
Gilbert José Guerra Guedez (Acarigua, Portuguesa, Venezuela; 2 de abril de 1993) es un futbolista venezolano que juega como defensa en el Club Real Potosí de la Asociación de Fútbol Potosí de Bolivia.

## Trayectoria

### Selección nacional

#### Campeonato Sudamericano Sub-20
| Sudamericano Sub-20 | Sede      | Resultado     | Partidos | Goles |
| ------------------- | --------- | ------------- | -------- | ----- |
| Sudamericano 2013   | Argentina | Primera ronda | 3        | 0     |

## Clubes

### Profesional
| Club                  | País      | Año         | Partidos | Goles |
| --------------------- | --------- | ----------- | -------- | ----- |
| Yaracuyanos FC        | Venezuela | 2010-2014   | 59       | 0     |
| Llaneros de Guanare   | Venezuela | 2014-2015   | 16       | 0     |
| Estudiantes de Mérida | Venezuela | 2015-2016   | 26       | 0     |
| Portuguesa F.C        | Venezuela | 2016        | 18       | 0     |
| Deportivo Anzoátegui  | Venezuela | 2017        | 14       | 1     |
| Caracas FC            | Venezuela | 2017 - 2020 | 33       | 0     |
| Yaracuy FC            | Venezuela | 2020 - 2021 | 10       | 0     |
| Carabobo FC           | Venezuela | 2021        | 5        | 0     |
| CA Independiente      | Panamá    | 2022        | 10       | 0     |
| Portuguesa F.C        | Venezuela | 2022        | 2        | 0     |
| Real Potosi           | Bolivia   | 2023        | 0        | 0     |